# Condado de Klamath
El condado de Klamath es uno de los 36 condados del estado estadounidense de Oregón. La sede del condado es Klamath Falls, al igual que su mayor ciudad. El condado tiene un área de 15.892 km² (de los cuales 496 km² están cubiertos por agua) y una población de 63.775 habitantes, para una densidad de población de 4 hab/km² (según censo nacional de 2000). Este condado fue fundado en 1882.

## Geografía

### Condados adyacentes
- Condado de Jackson (oeste)
- Condado de Douglas (noroeste)
- Condado de Lane (noroeste)
- Condado de Deschutes (norte)
- Condado de Lake (este)
- Condado de Siskiyou, California (sur)
- Condado de Modoc, California (sur)

## Demografía
Para el censo de 2000 , había 63.775 personas, 25.205 cabezas de familia, y 17.290 familias residiendo en el condado. La densidad de población era de 11 habitantes por milla cuadrada.
La composición racial del condado era:
- 87,33% blancos
- 0,63% negros o negros americanos
- 4,19% nativos americanos
- 0,80% asiáticos
- 0,12% isleños
- 3,45% otras razas
- 3,47% de dos o más razas.

Había 25.205 cabezas de familia, de las cuales el 30,30% tenían menores de 18 años viviendo con ellas, el 54,20% eran parejas casadas viviendo juntas, el 10,00% eran mujeres cabeza de familia monoparental (sin cónyuge), y 31,40% no eran familias.
El tamaño promedio de una familia era de 2,95 miembros.
En el condado el 25,80% de la población tenía menos de 18 años, el 8,60% tenía de 18 a 24 años, el 25,50% tenía de 25 a 44, el 25,20% de 45 a 64, y el 14,90% eran mayores de 65 años. La edad promedio era de 38 años. Por cada 100 mujeres había 100,10 hombres. Por cada 100 mujeres mayores de 18 años había 97,30 hombres.

## Economía
Los ingresos medios de una cabeza de familia del condado eran de USD$31.537 y el ingreso medio familiar era de $38.171. Los hombres tenían unos ingresos medios de $32.052 frente a $22.382 de las mujeres. El ingreso per cápita del condado era de $16.719. El 12,00% de las familias y el 16,80% de la población estaban debajo de la línea de pobreza. Del total de gente en esta situación, 22,40% tenían menos de 18 y el 7,70% tenían 65 años o más.

## Localidades

### Ciudades incorporadas
| - Bonanza - Chiloquin - Klamath Falls | - Malin - Merrill |

### Áreas no incorporadas y lugares designados por el censo
| - Algoma - Altamont - Beatty - Bly - Dairy | - Chemult - Crescent - Fairhaven - Falcon Heights - Fort Klamath | - Gilchrist - Hager - Haynesville - Henley - Hildebrand | - Hot Springs - Keno - Kirk - Klamath Agency - Langell Valley | - Lorella - Malone - Midland - Modoc Point - Odell Lake | - Olene - Pelican City - Pine Grove - Rocky Point - Sprague River | - Stewart Lenox - Terminal City - Worden - Yonna |